# 沈遠

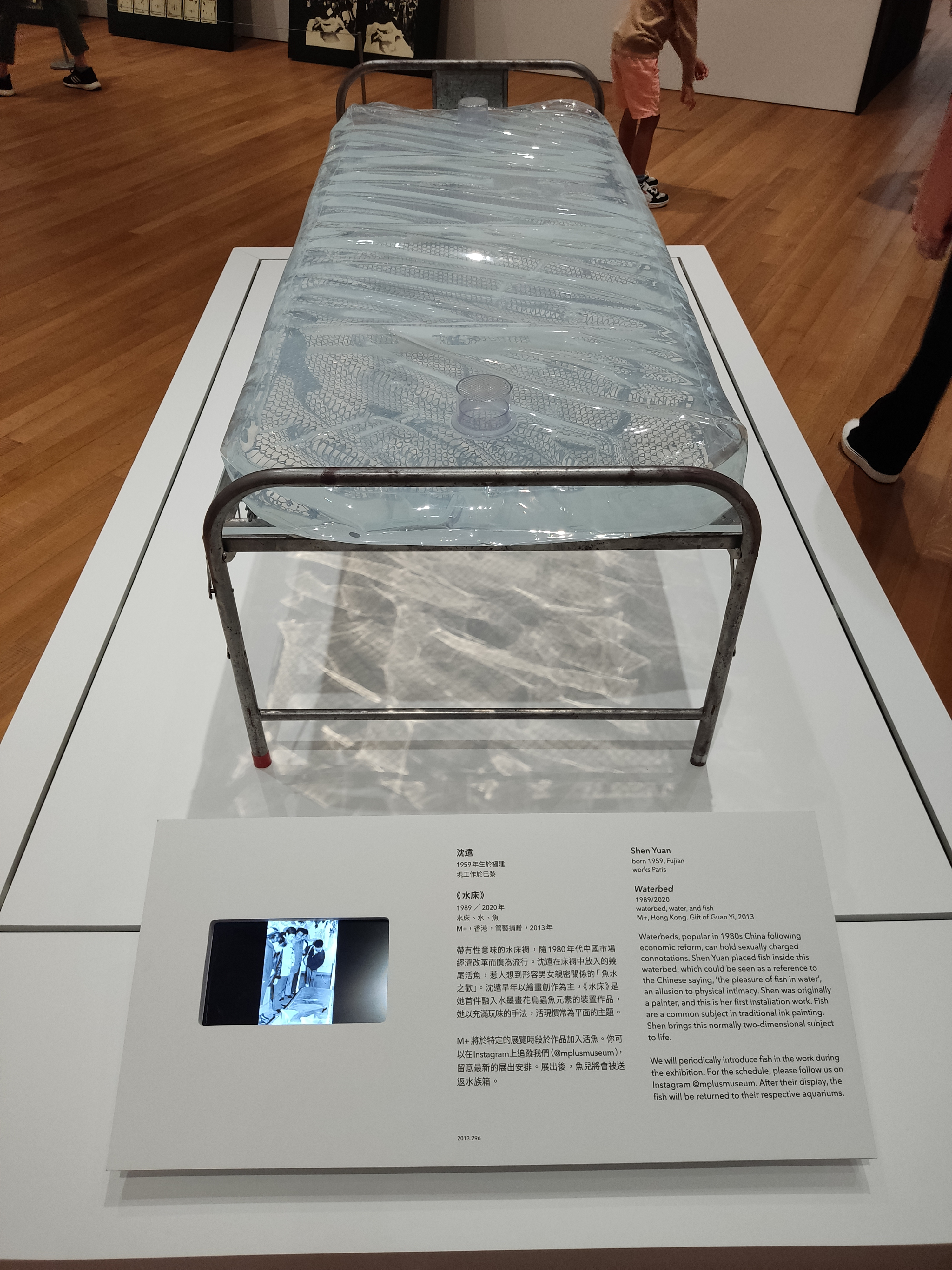
沈遠的傑作

沈遠（1959年-）出生於福建仙遊，是法籍華人藝術家。1982年於中國美術學院毕业後，她開始參與廈門達達小组。該艺术家團體當時在南中國探索激進的前衛藝術。 1989年天安門事件後，她與丈夫黃永砅移民去法國巴黎。
作為當代藝術家，沈遠的藝術常常反映了中國的文化和政治現實。 她的作品傳遞了女權主義和性別角色的強烈信息。 她的作品主題包括勞工(童工、婦女工人)、貧民窟和社會衝突等問題。她的創作過程經常使用現場調查和本地創造方法，一起與本地兒童或人民完成作品。 
她參加了眾多展覽。 她和丈夫的作品都在古根海姆美術館的群展《1989後的艺术與中国：世界劇場》中展出，以及在香港唐當代藝術中心的展覽《香港腳》中展出。

## 早期的生活
沈遠出生於一个藝術家家族。她的父親鼓勵她拿起畫筆。在'85新藝術運動中，廈門達達的藝術家們在緊張的政治氣氛中參與當代藝術。 1990年，沈遠與丈夫黃永砅離開中國，在巴黎定居。 在这個藝術活動豐富的城市，他們獲得嶄新的創作自由。但移民也帶來一系列新的挑戰，包括文化的碰撞、語言障礙，和在新環境的生活壓力。

## 藝術作品
移居巴黎後，沈遠的作品經常討論移民經歷、身份認知、旅行和生活。 移民身份令她開始新的創作。第一次到巴黎，她住在一個廢棄的舊醫院裡。她無法用語言表達以及捍衛自己。这一被孤立的經驗，凝聚在作品 Perdre sa salive (1994) 中。安置在牆上的冰制舌頭，慢慢融化露出內裏隱藏的刀刃，表達了柔軟的舌頭可成為危險的武器，正如語言可以造成傷害。
舌頭的符號在沈遠的藝術創作中具有多層含義。在理念層面，舌頭具有雙重性，即作為身體器官的物質性，和擁有闡述思想的功能而體現的精神性。"我的創作中，舌頭更多代表了後者，即是語言和工具。像Perdre sa salive /《白費口舌，1994》中的冰舌頭，我很喜歡冰這個材料，因為它有脆弱、易融的一面，但當你把它拿在手裏時，它卻是刺骨的。在視覺層面上，舌頭是處於不斷變化和不穩定的過程中的。"

## 個人生活
沈遠的丈夫是著名的中國當代艺术家黃永砅。他們一起進行了若干協作項目。"我們都有強烈的個性，但我們理解和相互支持。" 在一次採訪中被問及丈夫，沈遠說，"當我們第一次來到巴黎，我們決定不要孩子。 但是幾年後，我感到有衝動想要一個孩子。" 他們有個女兒生於1995年。

## 展覽
部分個展
| 年份 | 展覽                                                                |
| ---- | ------------------------------------------------------------------- |
| 2018 | 《她：妮基·圣法勒和沈远》，上海當代藝術館，中國上海                 |
| 2017 | 《無牆》，當代唐人藝術中心，中国北京                                |
| 2015 | “Étoiles du jour”, Galerie Kamel Mennour, Paris, France             |
| 2013 | “FIAC”, Hors-les-murs, Tuileries, Paris, France                     |
| 2012 | 《天梯》，當代唐人藝術中心，中国北京                                |
| 2011 | “Crâne de la Terre”, Parc Monceau et Musée Cernuschi, Paris, France |
| 2010 | “Garofalo” (與黃永砅), Edicola Notte, Rome, Italy                   |
| 2009 | “Shen Yuan: Hurried words”, UCCA Middle Hall, Beijing, China        |
| 2008 | “Le Degré Zéro de l’espace”, Galerie Kamel Mennour, Paris, France   |
| 2007 | “Shen Yuan”, Centre A, Vancouver, Canada                            |
| 2005 | Galerie Beaumontpublic, Luxembourg                                  |
| 2003 | “Shen Yuan”, Kunstverein Nürtingen, Germany                         |
|      | “Beauty Room 5”, Beauty Room Gallery, Paris, France                 |
| 2001 | “Shen Yuan”, Bluecoat, Liverpool, UK                                |
|      | “Shen Yuan”, Arnolfini, Bristol, UK                                 |
|      | Un Matin du Monde", Chisenhale Gallery, London, UK                  |
|      | “Shen Yuan”, French Institute, London, UK                           |
| 2000 | “Sous la terre, il y a le ciel”, Kunsthalle Bern, Switzerland       |
| 1999 | “Diverged Tongue”, Project Gallery at CCA Kitakyushu, Japan         |
| 1994 | “Perdre sa salive”, organized by Vices & Vertus, Paris, France      |